# Platygaster panchganii
Platygaster panchganii är en stekelart som beskrevs av Mani 1975. Platygaster panchganii ingår i släktet Platygaster och familjen gallmyggesteklar. Inga underarter finns listade i Catalogue of Life.